# Manassès de Bar-sur-Seine
Manassès de Bar, dit aussi de de Bar-sur-Seine, est un comte de Bar-sur-Seine, devenu évêque de Langres et qui participe à la troisième croisade (XIIe siècle).
Il se pourrait cependant que le comte et l'évêque soient deux individus distincts, mais issu de la même fratrie.

## Biographie
Il est le fils de Gui Ier, comte de Bar-sur-Seine, et de Pétronille de Chacenay (fille d'Anséric II de Chacenay et d'Hombeline, dont le nom de famille reste inconnue.
En 1151, à la mort de son frère Milon III de Bar-sur-Seine, il hérite du comté de Bar-Sur-Seine. Mais encore mineur, le comté est administré par sa mère Pétronille de Chacenay.
Fatigué par l'administration de ce comté, il embrasse alors l'état monastique et cède le comté à sa nièce Pétronille, fille du précédent comte Milon III. Auparavant, il aide par des dons à la fondation de la commanderie templière d'Avalleur et fait différentes libéralités envers les abbayes de Molesme et de Mores.
En 1166, il est nommé doyen de Langres. Les qualités dont il fait preuve conduise son élévation à l'épiscopat de la cathédrale de Langres en 1179, par le choix libre du clergé.
En 1190, après avoir confié son diocèse aux soins de Pierre, abbé de Saint-Bénigne de Dijon, il participe à la troisième Croisade avec le roi Philippe Auguste et le duc de Bourgogne Hugues, et assiste en personne au siège de Saint-Jean-d'Acre.
Il rentre à Langres vers 1191 mais rapporte de ce voyage une santé fragile. Après 2 années de maladie, il meurt le 4 avril 1193. Conformément à ses souhaits, il est inhumé à l'abbaye de Clairvaux.

## Comte et évêque?
Qu'il s'agisse du comte ou de l'évêque, le nom de Manassès apparait dans un certain nombre de chartes en qualité de fils de Guy Ier, comte de Bar-sur-Seine († c. 1146). On citera a l'appui une charte datée de 1139 où figure le nom de son père et de trois de ses frères et une autre dans l'obituaire de Langres qui mentionne clairement que Manassès, évêque de Langres était son fils.

La charte de 1139 indiquant que Guy I avait comme quatrième fils Manassès, laissant supposer qu'il était déjà majeur (+ de 14 ans). On y trouve également le nom de Pétronille, sa femme.
L'opinion des historiens du XIXe siècle diverge sur la question de savoir s'il s'agit d'une seule et même personne et les ouvrages du siècle suivant ne semblent pas avoir élucidé cette question.
Le premier auteur à avoir consacré un ouvrage traitant de l'histoire de Bar-sur-Seine était Lucien Coutant mais ses recherches généalogiques ont été remises en question par Ernest Petit  et très critiquées par Arthur Daguin.
Cet auteur indiquait que le comte et l'évêque ne font qu'un, qu'il serait né avant 1146, qu'il aurait hérité du comté de Bar en 1151 à la mort de son frère aîné Milon, sous la tutelle de sa mère en attendant sa majorité en 1161. Il le désigne également comme l'auteur des premiers dons qui permirent aux Templiers de fonder la commanderie d'Avalleur vers 1167. Il cède en 1168 le comté à sa nièce Petronille, fille de Milon et qui épouse Hugues IV du Puiset, pour entrer dans les ordres. Il deviendra doyen du chapitre de Langres avant de devenir duc et évêque de Langres en 1179, jusqu'à sa mort le 4 avril 1193 après avoir participé à la troisième croisade en 1190. Il fut inhumé dans l'église de l'abbaye de Clairvaux,.
Arthur Daguin qui publia ses recherches sur les évêques de Langres quelques décennies plus tard pointe les contradictions de Lucien Coutant et considère qu'il s'agit de deux personnes distinctes. Il s’appuie tout d'abord sur la charte de 1139 qui laisse penser que le premier Manassès serait né vers 1125 puisque majeur en 1138 et surtout sur le fait que la sépulture découverte en 1596/97 dans l'église de Clairvaux contenait le sceau du comte de Bar et non celui de l'évêque. On trouve aussi une charte de Manassès, comte de Bar-sur-Seine dans laquelle il se désigne comme fils de Milon.
Quoi qu'il en soit, les nombreuses chartes de ces comtes et les informations concordantes entre les différents auteurs permettent de confirmer les faits suivants :
- Guy Ier († 1146) a d'abord eu quatre fils, l'aîné Milon qui lui succède, Guillaume († v. 1151/52), Guy († av. Guillaume)[20] et Manassès. Il avait pour femme Pétronille[21] ;
- Milon, l'aîné de cette fratrie ne devient comte que vers 1147/49 à son retour de la deuxième croisade et n'apparait plus à partir de 1159. On trouve une charte dans le cartulaire du prieuré de Jully-les-Nonnains et datant vraisemblablement de 1158/59 qui mentionne Petronille, comtesse de Bar et son fils Manassès comme témoins d'une donation[22] ;
- Petronille, veuve de Guy Ier assure la régence du comté à la suite du décès de son fils aîné et ce jusqu'en 1161. On ne trouve plus mention d'elle après. Elle avait deux autres enfants, Thibaut et Hermensanne[23]. Agnès, épouse de Milon portait également le titre de comtesse de Bar ;
- vers 1163, le comté est dirigé par un comte du nom de Manassès, fils de Guy I et de Pétronille ou de Milon et Agnès[19] ;
- des chartes de 1165 indiquent que ce Manassès avait un frère puîné du nom de Thibaut qu'il associe à chacune de ses décisions[24] ;
- à partir de 1168, le comté était entre les mains d'Hugues IV du Puiset qui avait épousé Pétronille, fille de Milon et nièce ou sœur de ce Manassès[25] ;
- Manassès, fils de Guy I et de Pétronille était doyen de Langres depuis au moins 1169[9],[26] ;
- ce même Manassès devient évêque de Langres le 11 février 1179, participe à la troisième croisade et meurt le 4 avril 1193[9].